# Cantone di Montsinéry-Tonnegrande
Il cantone di Montsinéry-Tonnegrande è una divisione amministrativa dell'arrondissement di Caienna, nel dipartimento d'oltremare della Guyana.
È formato dal solo comune di Montsinéry-Tonnegrande.